# Vela nos Jogos Olímpicos de Verão de 1912 - 6 Metre
As provas da classe 6 Metre da vela nos Jogos Olímpicos de Verão de 1912 ocorreram entre 20 e 22 de julho daquele ano na costa de Nynäshamn na Suécia. Duas regatas foram programadas, além de eventuais saídas de barco. Para esta classe, houve 18 marinheiros, em 6 barcos, de 5 nações inscritas. 

## Calendário
| ● | Competições desportivas | ● | Finais |

| 6 Metre                   |  | ● | ● | ● |  | Corridas internacionais | Corridas internacionais | Corridas internacionais | Corridas internacionais | Corridas internacionais | Corridas internacionais | Corridas internacionais | Corridas internacionais | Corridas internacionais |
| Total de medalhas de ouro |  |   |   | 1 |  |                         |                         |                         |                         |                         |                         |                         |                         |                         |

## Configuração do curso
O percurso B ilustrado na figura a seguir foi usado durante as regatas olímpicas de 6 Metre de 1912 em todas as duas corridas:

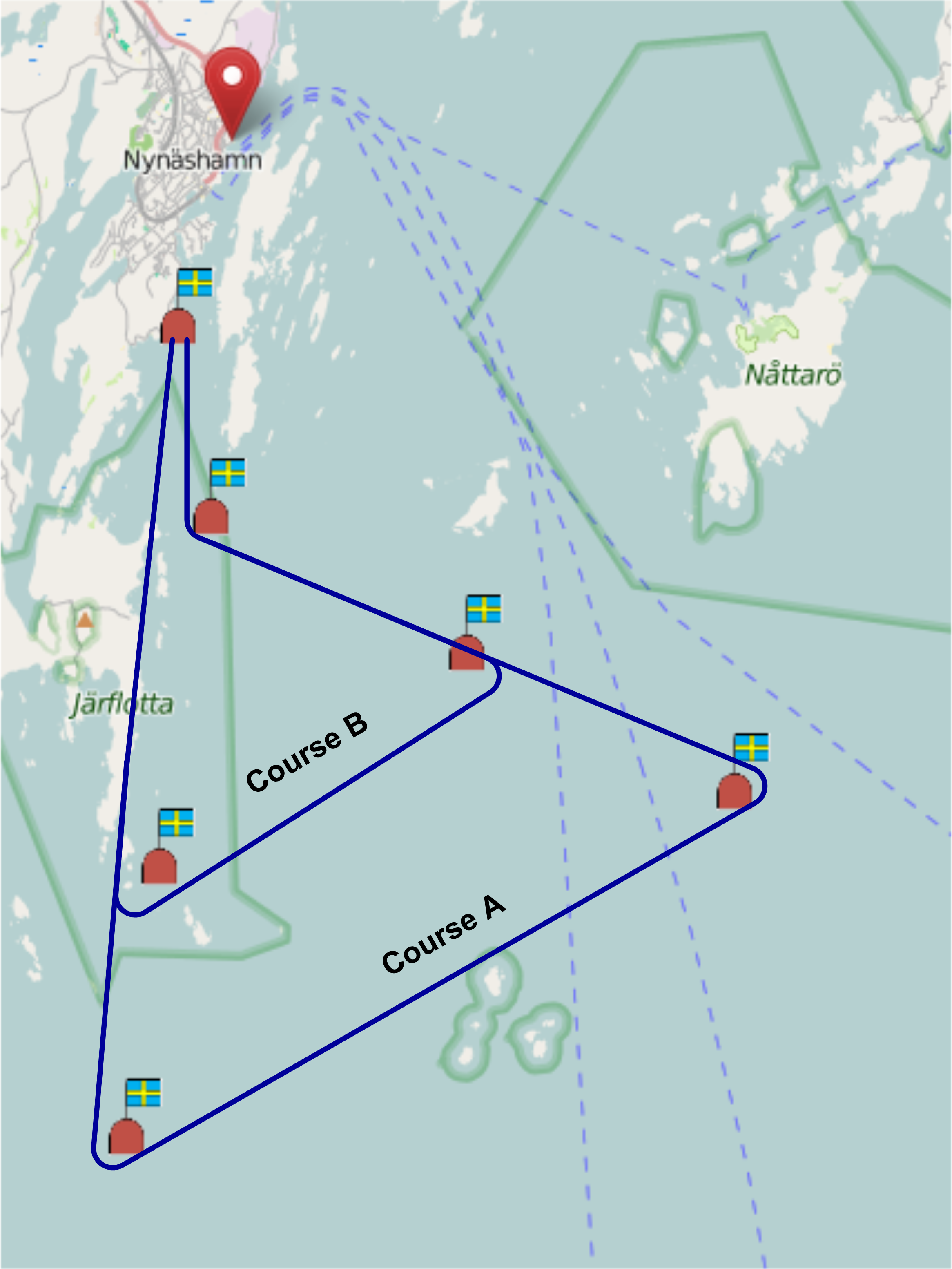
Área do curso

## Medalhistas
O trio francês Gaston Thubé, Amédée Thubé e Jacques Thubé finalizou a competição em primeiro lugar, conquistando a medalha de ouro. A prata firmou-se com os dinamarqueses Hans Meulengracht-Madsen, Steen Herschend e Sven Thomsen, que reagiram no último dia. Por fim, a medalha de bronze ficou com a equipe sueca Eric Sandberg, Otto Aust e Harald Sandberg.
|  | FRA França                              |  | DEN Dinamarca                                         |  | SWE Suécia                              |
|  | Gaston Thubé Amédée Thubé Jacques Thubé |  | Hans Meulengracht-Madsen Steen Herschend Sven Thomsen |  | Eric Sandberg Otto Aust Harald Sandberg |

## Resultados
Estes foram os resultados da competição:
| Pos.              | Embarcação            | Tripulação                                                    | 1ª regata | 1ª regata | 1ª regata | 2ª regata | 2ª regata | 2ª regata | Pontos totais | Desempate | Desempate | Desempate |
| Pos.              | Embarcação            | Tripulação                                                    | Pos.      | Tempo     | Pontos    | Pos.      | Tempo     | Pontos    | Pontos totais | Pos.      | Tempo     |           |
| ----------------- | --------------------- | ------------------------------------------------------------- | --------- | --------- | --------- | --------- | --------- | --------- | ------------- | --------- | --------- | --------- |
| Medalha de ouro   | Mac Miche · França    | Gaston Thubé Amédée Thubé Jacques Thubé                       | 2         | 2h35'20"  | 3         | 1         | 2h23'44"  | 7         | 10            | 1         | 2h38'48"  |           |
| Medalha de prata  | Nurdug II · Dinamarca | Hans Meulengracht-Madsen Steen Herschend Sven Thomsen         | 1         | 2h34'41"  | 7         | 2         | 2h26'07"  | 3         | 10            | 2         | 2h41'40"  |           |
| Medalha de bronze | Kerstin · Suécia      | Harald Sandberg Eric Sandberg Otto Aust                       | 4         | 2h39'33"  | -         | 3         | 2h26'44"  | 1         | 1             | 1         | 2h42'32"  |           |
| 4                 | Sass · Suécia         | Olof Mark Edvin Hagberg Jonas Jonsson                         | 3         | 2h37'01"  | 1         | 4         | 2h30'24"  |           | 1             | 2         | 2h44'11"  |           |
| 5                 | Finn II · Finlândia   | Ernst Estlander Torsten Sandelin Gunnar Stenbäck              | 6         | 2h44'54"  | -         | 6         | 2h31'02"  | -         | -             |           |           |           |
| 5                 | Sonja II · Noruega    | Edvart Christensen Hans Christiansen Eigil Kragh Christiansen | 5         | 2h39'48"  | -         | 5         | 2h30'39"  | -         | -             |           |           |           |